# Firdaus Kabirow

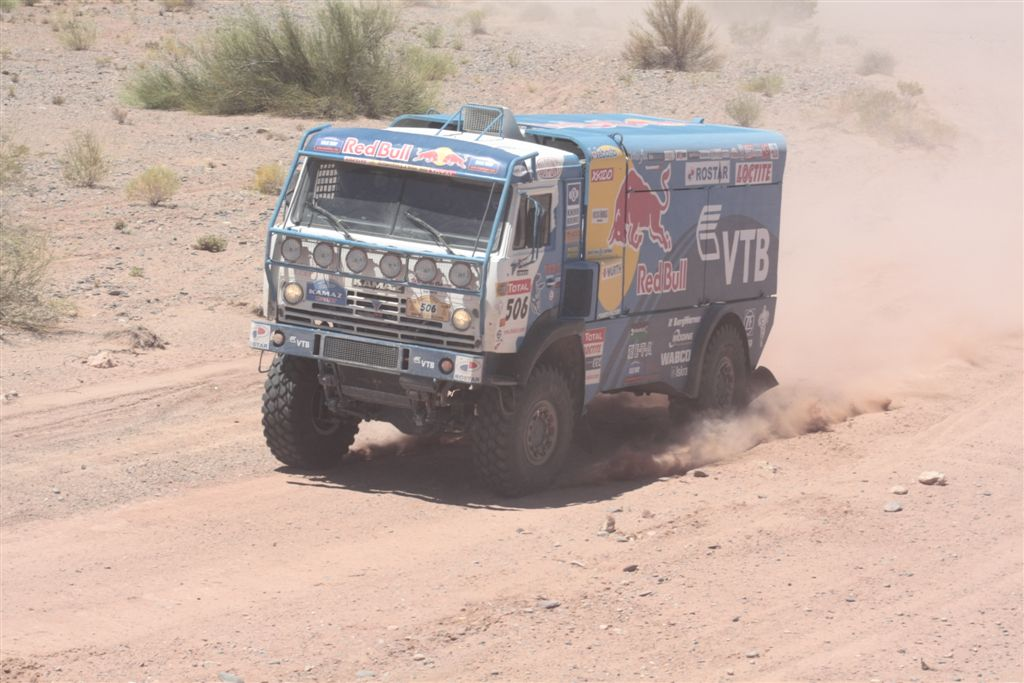
Firdaus Kabirow podczas Rajdu Dakar 2009

Firdaus Zaripowicz Kabirow (ros. Фирдаус Зарипович Кабиров, ur. 19 maja 1961 w Nabierieżnych Czełnach) – rosyjski kierowca rajdowy, dwukrotny zwycięzca Rajdu Dakar w latach 2005 i 2009 w kategorii samochodów ciężarowych. Trzykrotnie stawał na drugim miejscu podium Rajdu Dakar (2004, 2010, 2011), a także trzykrotnie był trzeci w tym rajdzie (2000, 2003, 2006).
Karierę sportową w rajdach samochodowych zaczął pod koniec lat siedemdziesiątych. Początkowo startował w rajdowych mistrzostwach Związku Radzieckiego. W 1987 rozpoczął pracę jako inżynier-konstruktor w Centrum Naukowo-Technologicznym KAMAZ-a, a także wszedł w skład drużyny sportowej tego przedsiębiorstwa. W 1991 zadebiutował w Rajdzie Dakar.

## Starty w Rajdzie Dakar
| Rok  | Kategoria  | Marka | Poz.             | Liczba wygranych etapów |
| ---- | ---------- | ----- | ---------------- | ----------------------- |
| 2000 | Ciężarówki | Kamaz |                  | 5                       |
| 2001 | Ciężarówki | Kamaz | ?                | 2                       |
| 2002 | Ciężarówki | Kamaz | Nie uczestniczył | –                       |
| 2003 | Ciężarówki | Kamaz |                  | 5                       |
| 2004 | Ciężarówki | Kamaz |                  | 6                       |
| 2005 | Ciężarówki | Kamaz |                  | 2                       |
| 2006 | Ciężarówki | Kamaz |                  | 2                       |
| 2007 | Ciężarówki | Kamaz | Nie uczestniczył | –                       |
| 2009 | Ciężarówki | Kamaz |                  | 4                       |
| 2010 | Ciężarówki | Kamaz |                  | 4                       |
| 2011 | Ciężarówki | Kamaz |                  | 4                       |

## Odznaczenia
- Order Męstwa
- Order Honoru
- Order Przyjaźni
- Order Czerwonego Sztandaru Pracy
- Medal „Na Pamiątkę 1000-lecia Kazania”
- Zasłużony Mistrz Sportu Rosji
- Zasłużony Mistrz Sportu Tatarstanu